# Gardez
Gardez es la capital de la provincia de Paktiyā en Afganistán. La ciudad queda cerca de la región de las cuevas y túneles de Tora Bora, donde se pensó que Osama bin Laden estaría escondido.
Gardez queda al oeste de Jost y a 80 km al sur de Kabul.
- Datos: Q467632
- Multimedia: Gardez / Q467632